# Poets and Madmen
Poets and Madmen (en español - poetas y locos) es el undécimo álbum de estudio de la banda estadounidense Savatage, publicado en el 2001. El álbum está inspirado en la carrera y muerte del periodista Kevin Carter, aunque es mucho menos narrativo que sus trabajos conceptuales anteriores (Dead Winter Dead y The Wake of Magellan) escritos por Paul O'Neill. El disco marca el regreso a la formación del cantante y teclista Jon Oliva.

## Lista de canciones
Todas las letras escritas por Paul O'Neill.
| Original CD release |                        |                                        |          |  |
| N.º                 | Título                 | Música                                 | Duración |  |
| 1.                  | «Stay with Me Awhile»  | Chris Caffery, Jon Oliva, Paul O'Neill | 5:06     |  |
| 2.                  | «There in the Silence» | Chris Caffery, Jon Oliva, Paul O'Neill | 4:57     |  |
| 3.                  | «Commissar»            | Chris Caffery, Jon Oliva, Paul O'Neill | 5:36     |  |
| 4.                  | «I Seek Power»         | Chris Caffery, Jon Oliva, Paul O'Neill | 6:03     |  |
| 5.                  | «Drive»                | Chris Caffery, Jon Oliva, Paul O'Neill | 3:17     |  |
| 6.                  | «Morphine Child»       | Chris Caffery, Jon Oliva, Paul O'Neill | 10:12    |  |
| 7.                  | «The Rumor»            | Chris Caffery, Jon Oliva, Paul O'Neill | 5:16     |  |
| 8.                  | «Man in the Mirror»    | Chris Caffery, Jon Oliva, Paul O'Neill | 5:56     |  |
| 9.                  | «Surrender»            | Jon Oliva, Paul O'Neill                | 6:40     |  |
| 10.                 | «Awaken»               | Chris Caffery, Jon Oliva, Paul O'Neill | 3:23     |  |
| 11.                 | «Back to a Reason»     | Jon Oliva, Paul O'Neill                | 6:10     |  |

## Créditos
- Jon Oliva – voz, teclados
- Chris Caffery - guitarra
- Johnny Lee Middleton – bajo
- Jeff Plate – batería